# Max Hochdorf
Max Hochdorf, Pseudonyme: Aale Beust, Ayescha Begum, Tacitus Redivivus, (geboren 18. März 1880 in Stettin; gestorben 6. März 1948 in Brüssel) war ein deutscher Bühnenschriftsteller, Theaterkritiker und Journalist.

## Leben
Max Hochdorf war ein Sohn des Leon Hochdorf und der Antonie Schorr. Hochdorf besuchte ein Gymnasium in Stettin. Er studierte Jura und Linguistik in Berlin und Genua und machte ein Examen. Während des Ersten Weltkriegs war Hochdorf zeitweilig als Korrespondent des Berliner Tageblattes in Belgien tätig, und er verfasste in dieser Zeit Literaturkritiken für die Zeitschrift Sozialistische Monatshefte, die Joseph Bloch in Berlin redigierte. 1920 promovierte er an der Universität Fribourg (Schweiz) mit einer Studie zu Gottfried Keller. Neben der eigenen schriftstellerischen Arbeit war Hochdorf auch später Korrespondent und Mitarbeiter diverser Tageszeitungen, so als Theaterkritiker für den Vorwärts. Als Gegner der Nationalsozialisten hatte er seit 1933 in Deutschland keine Arbeitsmöglichkeit mehr, weswegen er nach Belgien emigrierte und dort von 1941 bis 1944 unter falschem Namen untertauchte.
Hochdorf war Freimaurer in der Berliner Loge „Friedrich Ludwig Schröder“. Er war mit der Dänin Erna Olsen verheiratet.

## Werke (Auswahl)
- Dunkelheiten. Novellen. Fleischel, Berlin 1908.
- Die Träume der Nathalie Braunstein. Roman. 1912.
- Die letzte Tat des Jean Jaurès. Berlin [1919].
- Gottfried Keller im europäischen Gedanken. Zürich 1919.
- Zum geistigen Bilde Gottfried Kellers. Zürich 1919.
- Die Deutsche Bühnengenossenschaft. Fünfzig Jahre Geschichte. Geschrieben im Auftrage der Genossenschaft Deutscher Bühnenangehörigen. Potsdam 1921.
- Das Kantbuch. Immanuel Kants Leben und Lehre. Berlin 1924. Nachdruck: Braunschweig 2004.
- Ebenbilder Gottes. Berlin 1930.
- Rosa Luxemburg. Das Leben einer Revolutionärin. Berlin [1930].
- Die große Trommel. Leben, Kampf und Traumlallen Adolf Hitlers. Basel: Deutsch-Schweizerische Verlagsanstalt, 1930 unter dem Pseudonym Tacitus Redivivus. Nachdruck: Darmstadt 2022.
- August Bebel. Geschichte einer politischen Vernunft. Berlin 1932.

Zeitungsbeiträge
- Hebräisches Theater Habima. In: Vorwärts. Abendausgabe vom 2. Oktober 1926, S. 2.
- Jeßner. In: Vorwärts. Abendausgabe vom 14. Dezember 1926, S. 2.
- Das Abenteuer der drei Frauen. In: Berliner Tageblatt. Abend-Ausgabe vom 2. Januar 1915, S. 4.